# 富新一代
富新一代（英語：Fu Sun Generation）是由一群居於屯門的居民因反對逃犯條例修訂運動組成的本土派地區政治團體。成立後和其他於該屆在屯門出選的素人組成參政聯盟“屯門十素人”團隊。

## 選舉

### 2019年香港區議會選舉
富新一代於2019年區議會選舉派出社區主任李家偉出戰屯門區議會下轄的富新選舉區，並且和其他於該屆在屯門出選的素人組成“屯門十素人”團隊。結果他們除了景興之外其餘都成功擊敗對手當選。

### 2020年香港立法會選舉
富新一代於2020年立法會選舉派出屯門區議會富新區議員李家偉參選區一功能界別，獲得多名政治素人及本土派區議員表態支持。

### 區議會選舉
| 選舉 | 民選得票 | 民選得票比例 | 民選議席 | 當然議席 | 總議席  | +/- |
| 2019 | 5,486    | 0.19%        | 1        | 0        | 1 / 479 | 1▲  |

## 議員

### 區議員
富新一代共有1個區議會議席，議員包括：
| 區議會     | 選區號碼 | 選區 | 議員   | 備註                                                              |
| ---------- | -------- | ---- | ------ | ----------------------------------------------------------------- |
| 屯門區議會 | L19      | 富新 | 李家偉 | 自2021年3月16日起連續4個月缺席區議會會議，於2021年7月17日喪失資格 |

## 資料來源與註釋
1. ↑  姚國雄. . 蘋果日報. 2019-09-19  [2019-11-25]. （原始内容存档于2020-08-26）.
2. ↑  素人天下踢走建制黑箱 （页面存档备份，存于），蘋果日報，2019年10月8日
3. ↑  素人組聯盟 共享資源匯水成河 多人眾籌經費 學者：助增選民感情聯繫 （页面存档备份，存于），明報，2019年11月7日
4. ↑  . Apple Daily 蘋果日報.   [2020-07-22]. （原始内容存档于2021-06-21） （中文（香港））.

## 外部連結
- 富新一代的Facebook專頁